# Poliedru prismatic uniform

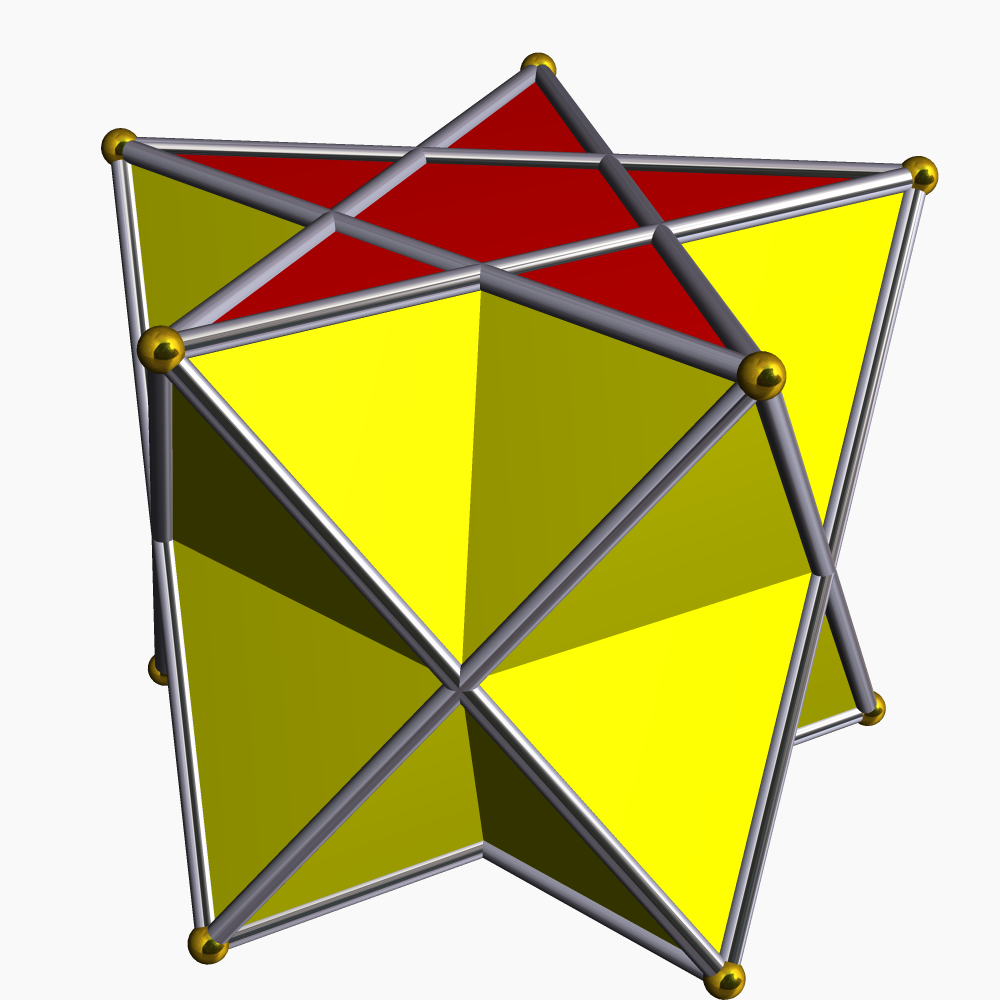
O antiprismă pentagramică este formată din două pentagrame regulate și 10 triunghiuri echilaterale

În geometrie, un poliedru prismatic uniform este un poliedru uniform cu simetrie diedrală. Ele există în două familii infinite, prisme uniforme și antiprisme uniforme. Toate au vârfurile lor în plane paralele, prin urmare sunt prismatoide.

## Configurația vârfului și grupurile de simetrie
Deoarece sunt tranzitive pe vârfuri, aranjamentul vârfurilor corespunde în mod unic unui grup de simetrie⁠(d).
Diferența dintre grupurile de simetrie prismatică și antiprismatică este că Dph are vârfurile aliniate în ambele plane, ceea ce îi conferă un plan de reflexie perpendicular pe axa cu p poziții (paralelă cu poligonul {p/q}); în timp ce Dpd are vârfurile răsucite în raport cu celălalt plan, ceea ce îi conferă o reflexie de rotație. Fiecare are p plane de reflexie care conțin axa cu p poziții.
Grupul de simetrie Dph conține inversiunea față de centru dacă și numai dacă p este par, în timp ce Dpd conține simetria de inversiune dacă și numai dacă p este impar.

## Enumerare
Acestea sunt:
- prismele, pentru fiecare număr rațional p/q > 2, cu grupul de simetrie Dph;
- antiprismele, pentru fiecare număr rațional p/q > 3/2, cu grupul de simetrie Dpd dacă q este impar și Dph dacă q este par.

Dacă p/q este un număr întreg, adică dacă q = 1, prisma sau antiprisma este convexă. (Fracția se presupune întotdeauna a fi exprimată în numere cât mai mici.)
O antiprismă cu p/q < 2 este retrogradă; figura vârfului seamănă cu un papion. Dacă p/q ≤ 3/2 nu poate exista nicio antiprismă uniformă, deoarece figura vârfului său ar trebui să încalce inegalitatea triunghiului.

## Forme după simetrie
Notă: tetraedrul, cubul și octaedrul sunt listate aici cu simetrie diedrală (ca o antiprismă digonală, prismă pătrată și respectiv antiprismă triunghiulară), deși, dacă este colorat în stil uniform, tetraedrul are și simetrie tetraedrică, iar cubul și octaedrul au și simetrie octaedrică.
| Grup de simetrie      | Convex   | Forme stelate | Forme stelate | Forme stelate | Forme stelate | Forme stelate | Forme stelate | Forme stelate |
| --------------------- | -------- | ------------- | ------------- | ------------- | ------------- | ------------- | ------------- | ------------- |
| D2d [2+,2] (2*2)      | 3.3.3    |               |               |               |               |               |               |               |
| D3h [2,3] (*223)      | 3.4.4    |               |               |               |               |               |               |               |
| D3d [2+,3] (2*3)      | 3.3.3.3  |               |               |               |               |               |               |               |
| D4h [2,4] (*224)      | 4.4.4    |               |               |               |               |               |               |               |
| D4d [2+,4] (2*4)      | 3.3.3.4  |               |               |               |               |               |               |               |
| D5h [2,5] (*225)      | 4.4.5    | 4.4.5⁄2       | 3.3.3.5⁄2     |               |               |               |               |               |
| D5d [2+,5] (2*5)      | 3.3.3.5  | 3.3.3.5⁄3     |               |               |               |               |               |               |
| D6h [2,6] (*226)      | 4.4.6    |               |               |               |               |               |               |               |
| D6d [2+,6] (2*6)      | 3.3.3.6  |               |               |               |               |               |               |               |
| D7h [2,7] (*227)      | 4.4.7    | 4.4.7⁄2       | 4.4.7⁄3       | 3.3.3.7⁄2     | 3.3.3.7⁄4     |               |               |               |
| D7d [2+,7] (2*7)      | 3.3.3.7  | 3.3.3.7⁄3     |               |               |               |               |               |               |
| D8h [2,8] (*228)      | 4.4.8    | 4.4.8⁄3       |               |               |               |               |               |               |
| D8d [2+,8] (2*8)      | 3.3.3.8  | 3.3.3.8⁄3     | 3.3.3.8⁄5     |               |               |               |               |               |
| D9h [2,9] (*229)      | 4.4.9    | 4.4.9⁄2       | 4.4.9⁄4       | 3.3.3.9⁄2     | 3.3.3.9⁄4     |               |               |               |
| D9d [2+,9] (2*9)      | 3.3.3.9  | 3.3.3.9⁄5     |               |               |               |               |               |               |
| D10h [2,10] (*2.2.10) | 4.4.10   | 4.4.10⁄3      |               |               |               |               |               |               |
| D10d [2+,10] (2*10)   | 3.3.3.10 | 3.3.3.10⁄3    |               |               |               |               |               |               |
| D11h [2,11] (*2.2.11) | 4.4.11   | 4.4.11⁄2      | 4.4.11⁄3      | 4.4.11⁄4      | 4.4.11⁄5      | 3.3.3.11⁄2    | 3.3.3.11⁄4    | 3.3.3.11⁄6    |
| D11d [2+,11] (2*11)   | 3.3.3.11 | 3.3.3.11⁄3    | 3.3.3.11⁄5    | 3.3.3.11⁄7    |               |               |               |               |
| D12h [2,12] (*2.2.12) | 4.4.12   | 4.4.12⁄5      |               |               |               |               |               |               |
| D12d [2+,12] (2*12)   | 3.3.3.12 | 3.3.3.12⁄5    | 3.3.3.12⁄7    |               |               |               |               |               |
| ...                   |          |               |               |               |               |               |               |               |